# Aramis Knight
Aramis Knight (Los Angeles, Califórnia, 3 de outubro de 1999) é um ator norte-americano que já apareceu em séries e filmes. Ele é mais conhecido por interpretar Bean no filme Ender's Game (2013) e por interpretar M.K. na série da AMC, Into the Badlands (2015-2019).

## Biografia
Nasceu em 3 de outubro de 1999 em Los Angeles, Califórnia. Seu pai é descendente de paquistaneses e indianos, enquanto sua mãe Rhonda Knight é descendente de ingleses, irlandeses e alemães.

## Carreira
Em 2005, começou a atuar em comerciais e a desempenhar papéis secundários. Desde então, fez participações e interpretou personagens recorrentes em vários programas de televisão, incluindo Scorpion, The Middle, Psych, NCIS, Lost, Dexter e Boston Legal. Seus papéis no cinema incluem Crossing Over e Rendition. Também fez dublagem para vários projetos, incluindo Shrek para Sempre e Happy Feet, o Pinguim 2.
Interpretou Bean, o melhor amigo do personagem principal Ender Wiggin, no filme Ender's Game.
De 2015 a 2019, interpretou M.K., papel principal descrito como "um menino com poderes mágicos inexplicáveis", em Into the Badlands. Into the Badlands é uma série de televisão da AMC descrita como "uma série de artes marciais sci-fi de alta octanagem" e como um "drama pós-apocalíptico". Para se preparar para o papel de M.K., Knight recebeu várias semanas de treinamento intensivo em artes marciais.
Em dezembro de 2020, foi escalado para o papel de Kareem / Adaga Vermelha, na série do Universo Cinematográfico Marvel do Disney+, Ms. Marvel.

## Filmografia

### Filmes
| Ano  | Título                | Personagem         | Notas                                       |
| ---- | --------------------- | ------------------ | ------------------------------------------- |
| 2007 | Rendition             | Jeremy El-Ibrahimi |                                             |
| 2009 | Crossing Over         | Juan Sanchez       |                                             |
| 2009 | Santa Buddies         | Budha              | Lança direto para Home Video; Não-creditado |
| 2010 | Valentine's Day       | Romeo Midnight     | Não-creditado                               |
| 2012 | The Dark Knight Rises | Garoto com a maçã  |                                             |
| 2013 | Ender's Game          | Bean               |                                             |
| 2020 | Runt                  | Vic                |                                             |

### Televisão
| Ano       | Título                             | Personagem              | Notas                                                    |
| --------- | ---------------------------------- | ----------------------- | -------------------------------------------------------- |
| 2005      | Boston Legal                       | Tito Perez              | 2 episódios                                              |
| 2005      | Invasion                           | Garoto Hispânico        | Piloto                                                   |
| 2006      | Day Break                          | Jogador de Jenga        | Episódio: "What If They Run"                             |
| 2006      | Cold Case                          | Emilio Valens           | Episódio: "The War at Home"                              |
| 2008      | Dexter                             | Carlos                  | Papel recorrente                                         |
| 2008      | Hannah Montana                     | Não-creditado           | Episódio: "We're All on This Date Together"              |
| 2008      | Life on Mars                       | Não-creditado           | Piloto que não foi ao ar                                 |
| 2008      | Single with Parents                | Dylan                   | Piloto que não foi ao ar                                 |
| 2009      | Ghost Whisperer                    | Gus                     | Episódio: "Dead Listing"                                 |
| 2009      | Hatching Pete                      | Wendell Pate            | Telefilme Original Disney Channel                        |
| 2010      | The Whole Truth                    | Justin Brogan           | Papel recorrente                                         |
| 2010      | Sons of Tucson                     | Garoto #2               | Episódio: "Kisses and Beads"                             |
| 2010      | The Middle                         | Mitch                   | Episódio: "TV or Not TV"                                 |
| 2010      | Lost                               | Sam                     | Episódio: "Sundown"                                      |
| 2011      | General Hospital                   | Jovem Sonny             | Papel recorrente                                         |
| 2011      | Psych                              | Justin                  | Episódio: "Shawn Rescues Darth Vader"                    |
| 2011      | Bucket & Skinner's Epic Adventures | Anthony                 | Episódio: "Epic Haunting"                                |
| 2011      | Rizzoli & Isles                    | Joey Mateo              | Episódio: "Brown Eyed Girl"                              |
| 2011      | Parenthood                         | Judah                   | Episódio: "Amazing Andy and His Wonderful World of Bugs" |
| 2011      | NCIS                               | Nick Miller             | Episódio: "Freedom"                                      |
| 2014      | Girl Meets World                   | Brandon                 | Episódio: "Girl Meets Friendship"                        |
| 2015      | Scorpion                           | Paco                    | Episódio: "Going South"                                  |
| 2015–2019 | Into the Badlands                  | M.K.                    | Papel principal                                          |
| 2021      | Ms. Marvel                         | Kareem / Adaga Vermelha | Elenco principal                                         |